# Salicornia emerici
Salicornia emerici là loài thực vật có hoa thuộc họ Dền. Loài này được Duval-Jouve miêu tả khoa học đầu tiên năm 1868.